# Karel Prusík
Karel Prusík, resp. Karl Prusik, též Prussik (19. května 1896, Vídeň – 8. května 1961, Perchtoldsdorf) byl rakouský hudební pedagog a horolezec českého původu. Je autorem mnoha publikací o horolezectví a o hudbě.
V letech 1939–1941 a 1951–1953 byl předsedou Rakouského alpského spolku. Je mu připisováno autorství použití liščí smyčky (většinou vícenásobněkrát omotané kolem lana) v horolezectví coby samosvorného uzlu použitelného k výstupu po laně. Tento uzel je počeštěle nazýván Prusíkovým uzlem nebo „prusíkem“.

## Život

### První světová válka
Karl Prusik byl v letech 1915 - 1918 poručíkem v horské válce a ctnosti horolezectví viděl jako další válečnou přípravu. 
Byl zastáncem sociálního darwinismu. Dával legitimitu bojovému alpinismu, který měl zplodit nového člověka, ideálního horolezce. Odkazoval na germánskou kulturu, která podle něho porazila Římany, a na dědičnost mentálních rasových charakteristik. V realitě meziválečného období viděl pouze dekadenci zženštilosti městského života. 
Připravil tak půdu pro militarismus etnicko-alpské mládežnické elity ve Vídni. Působil od roku 1921 jako instruktor v mladém týmu Vídeňské akademické sekce DuOeAV. Zastával otevřeně revanšismus. Zda byl zároveň antisemitou, není historicky vyjasněné.

### Druhá světová válka
Prusik byl jedním z ochotných podporovatelů elity národního socialistického alpského klubu vedeného Arthurem Seyß-Inquartem a do roku 1940 vedl kurzy lezení pro instruktory. V roce 1941, ve věku 45 let, byl povolán jako poručík do německého Wehrmachtu. V roce 1942 obdržel válečný záslužný kříž 2. třídy, který byl udělován za operace za frontou. V roce 1947 se Karl Prusik vrátil ze zajetí a stal se opět prvním viceprezidentem OeAK.

## Alpinismus

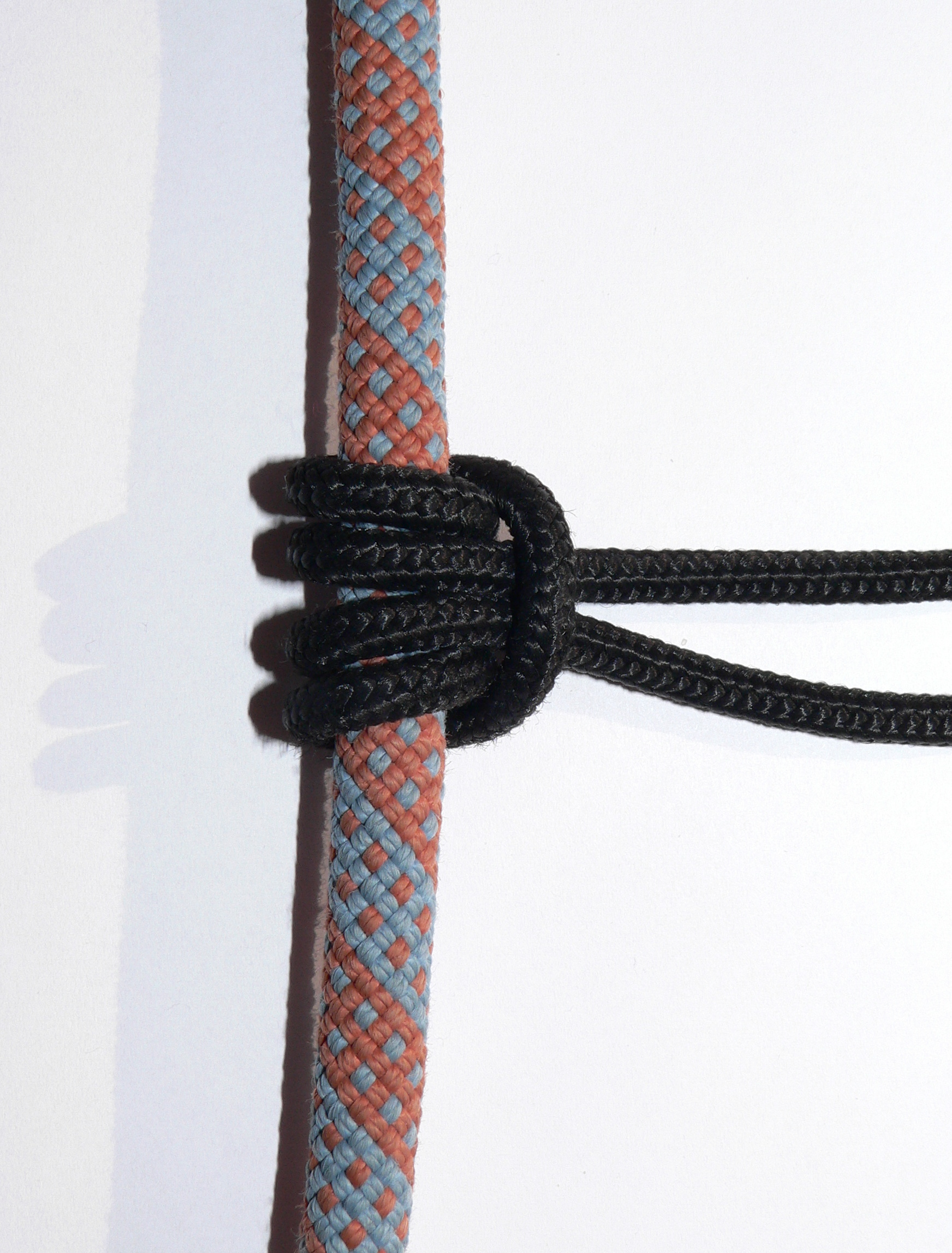
Prusíkův uzel

Karl Prusik je prvovýstupce sedmi desítek nových horolezeckých cest. Mimo jiné jako první vylezl severozápadní hřeben Planspitze v Gesäuse, severní pilíř na Grosse Bischofsmütze v Gosaukamm, Spiralweg na Kleine Zinne v Dolomitech, severovýchodní hranu na Kleiner Buchstein v Gesäuse, severozápadní rampu na Mitterspitz v masivu Dachstein a severozápadní hranu na Triglav.